# Jean-Nicolas Bouchez
Pour les articles homonymes, voir Bouchez.
Jean-Nicolas Bouchez (Wardin, 19 mai 1919 - Paris, 5 octobre 1942) est un résistant franco-belge, Compagnon de la Libération. Combattant durant la bataille de France, il est blessé et emprisonné par les Allemands. De retour en France, il s'engage dans la résistance intérieure avant d'être intégré aux forces françaises libres. Réalisant des missions clandestines en France, il est arrêté par la Gestapo et fusillé.

## Biographie

### Jeunesse et engagement
Jean Bouchez naît le 19 mai 1919 à Wardin en Belgique. En octobre 1938, il devance son appel et s'engage volontairement comme élève officier de réserve. Après un passage à l'école militaire de Saint-Maixent-l'École d'où il sort aspirant en mai 1939, il est affecté à la compagnie cycliste du 348e régiment d'infanterie à Saint-Dié-des-Vosges.

### Seconde Guerre mondiale
Promu sous-lieutenant et engagé dans la bataille de France en 1940, il combat sous les ordres de Pierre Fourcaud qui commande la compagnie cycliste. Il se distingue le 24 mai en capturant dix soldats allemands après avoir contre-attaqué vers un ennemi supérieur en nombre. Le 16 juin suivant, il est grièvement blessé au pied à Bénestroff et doit être évacué dans un hôpital de campagne installé dans la caserne Haxo d'Épinal. Capturé par les Allemands sur son lit d'hôpital, il est rapatrié pour raisons sanitaires le 15 mars 1941. Soigné à l'hôpital militaire de Perpignan, il en sort le 8 avril et est démobilisé. Désireux de poursuivre le combat, Jean Bouchez reprend contact avec Pierre Fourcaud qui l'intègre au réseau de renseignement « Lucas » qu'il a créé. En compagnie de Boris Fourcaud, frère de Pierre, Bouchez effectue des liaisons avec la région A, alors zone interdite. Dans le même temps, il entre également en contact avec le réseau Hector d'Alfred Heurtaux et l'OCM.
Lorsque Pierre Fourcaud est arrêté à Marseille en août 1941 et interné à Clermont-Ferrand, Jean Bouchez et d'autres membres du réseau dont Gaston Tavian tentent de faire évader leur chef. Déguisé en infirmier, Bouchez parvient à s'introduire dans l'hôpital de Clermont où Fourcaud est alité et à le rencontrer. Les deux hommes conviennent d'un plan d'évasion mais celui-ci échoue du fait du transfert de Fourcaud vers la prison de Clermont. Bouchez reprend les opérations du réseau "Lucas" sous les ordres de Boris Fourcaud. Plus tard, le réseau renommé "Réseau Brutus" est renforcé et prend une envergure nationale sous l'impulsion d'André Boyer. Après presque deux années passées au service de la résistance intérieure, Jean Bouchez est officiellement intégré aux forces françaises libres le 17 février 1942. Affecté au Bureau central de renseignements et d'action, il effectue de nombreuses opérations clandestines en France et en Belgique. Le 13 mai 1942, il est arrêté sur dénonciation par la Gestapo à Paris. Incarcéré à la prison du Cherche-Midi puis à la prison de Fresnes, Jean Bouchez est fusillé le 5 octobre 1942 à la Porte de Versailles en compagnie de 17 autres résistants. Il est inhumé à La Bouteille dans l'Aisne et fait Chevalier de la Légion d'honneur à  titre posthume en 1957,.

## Décorations
|  |  |  |
|  |  |  |

| Chevalier de la Légion d'honneur    | Chevalier de la Légion d'honneur | Compagnon de la Libération | Compagnon de la Libération | Croix de guerre 1939-1945 | Croix de guerre 1939-1945 |
| Médaille de la Résistance française |                                  |                            |                            |                           |                           |

## Hommages
- Une rue de La Bouteille a été baptisée en son honneur[5].